# Kisbudmér
Kisbudmér é uma vila da Hungria, situada no condado de Baranya. Tem 5,72 km² de área e sua população em 2019 foi estimada em 101 habitantes.